# Serzj Sargsian
Serzj Sargsian (armeniska: Սերժ Սարգսյան), född 30 juni 1954 i Stepanakert i Nagorno-Karabach, är en armenisk politiker. Mellan 2008 och 2018 var han Armeniens president. Han var även Armeniens ställföreträdande premiärminister från 26 mars 2007 och blev ordinarie premiärminister sedan 4 april samma år. Vid tiden för utnämningen till premiärminister var Sargsian försvarsminister och ledamot av Armeniens nationella säkerhetsråd.